# Opuntia yanganucensis
Opuntia yanganucensis là một loài thực vật có hoa trong họ Cactaceae. Loài này được (Rauh & Backeb.) G.D. Rowley mô tả khoa học đầu tiên năm 1958.